# Nighthawks d'Omaha
Pour les articles homonymes, voir Nighthawk (homonymie).
Les Nighthawks d'Omaha (en anglais : Omaha Nighthawks) étaient une franchise professionnelle de football américain de l'United Football League basée à Omaha dans l'État du Nebraska.

## Saisons
| Saison | Victoire | Défaite | Nul | Séries éliminatoires |
| ------ | -------- | ------- | --- | -------------------- |
| 2010   | 3        | 5       | 0   | non qualifié         |
| 2011   | 1        | 3       | 0   | non qualifié         |